# Sommer-Universiade 2017/Judo
Bei der Sommer-Universiade 2017 wurden vom 20. bis 24. August 2017 insgesamt 18 Wettbewerbe im Judo durchgeführt.

## Ergebnisse Männer

### Bantamgewicht bis 60 kg
| Rang | Athlet          | Nation     |
| ---- | --------------- | ---------- |
| 1    | Taikoh Fujisaka | Japan      |
| 2    | Vincent Limare  | Frankreich |
| 3    | Albert Ogusow   | Russland   |
| 3    | Rustam Ibrayev  | Kasachstan |

### Federgewicht bis 66 kg
| Rang | Athlet                 | Nation   |
| ---- | ---------------------- | -------- |
| 1    | An Ba-ul               | Südkorea |
| 2    | Battogtokh Erkhembayar | Mongolei |
| 3    | Abdula Abdulschalilow  | Russland |
| 3    | Norihito Isoda         | Japan    |

### Leichtgewicht bis 73 kg
| Rang | Athlet               | Nation     |
| ---- | -------------------- | ---------- |
| 1    | Arata Tatsukawa      | Japan      |
| 2    | Florent Urani        | Frankreich |
| 3    | Kang Heon-cheol      | Südkorea   |
| 3    | Bekadil Shaimerdenov | Kasachstan |

### Weltergewicht bis 81 kg
| Rang | Athlet           | Nation      |
| ---- | ---------------- | ----------- |
| 1    | Lee Seung-soo    | Südkorea    |
| 2    | Aslan Lappinagow | Russland    |
| 3    | Robin Gutsche    | Deutschland |
| 3    | Vinícius Panini  | Brasilien   |

### Mittelgewicht bis 90 kg
| Rang | Athlet             | Nation        |
| ---- | ------------------ | ------------- |
| 1    | Gwak Dong-han      | Südkorea      |
| 2    | Stanislaw Retinski | Russland      |
| 3    | Firudin Dadashov   | Aserbaidschan |
| 3    | Shoichiro Mukai    | Japan         |

### Halbschwergewicht bis 100 kg
| Rang | Athlet          | Nation        |
| ---- | --------------- | ------------- |
| 1    | Zelym Kotsoiev  | Aserbaidschan |
| 2    | Kentaro Iida    | Japan         |
| 3    | Philipp Galandi | Deutschland   |
| 3    | Nijas Bilalow   | Russland      |

### Schwergewicht über 100 kg
| Rang | Athlet          | Nation   |
| ---- | --------------- | -------- |
| 1    | Kokoro Kageura  | Japan    |
| 2    | Ju Young-seo    | Südkorea |
| 3    | Anton Bratschow | Russland |
| 3    | Andrij Kolesnyk | Ukraine  |

### Offene Gewichtsklasse
| Rang | Athlet         | Nation    |
| ---- | -------------- | --------- |
| 1    | Hyōga Ōta      | Japan     |
| 2    | Juhan Mettis   | Estland   |
| 3    | Ruan Isquierdo | Brasilien |
| 3    | Mussa Tumenow  | Russland  |

### Mannschaftswettkampf
| Rang | Athleten | Nation      |
| ---- | --- | ----------- |
| 1    | Taikoh Fujisaka Norihito Isoda Arata Tatsukawa Sōtarō Fujiwara Shoichiro Mukai Kentaro Iida Kokoro Kageura Hyōga Ōta               | Japan       |
| 2    | Albert Ogusow Abdula Abdulschalilow Letschi Edijew Aslan Lappinagow Stanislaw Retinski Nijas Bilalow Anton Bratschow Mussa Tumenow | Russland    |
| 3    | Jörg Onufriev Manuel Scheibel Martin Setz Robin Gutsche Maximilian Schubert Philipp Galandi Benjamin Bachir Bouizgarne             | Deutschland |
| 3    | Allan Kuwabara Marcelo Fuzita Lincoln Kanemoto Vinícius Panini Gustavo Assis Gabriel Gouveia Ruan Isquierdo                        | Brasilien   |

## Ergebnisse Frauen

### Bantamgewicht bis 48 kg
| Rang | Athletin                  | Nation     |
| ---- | ------------------------- | ---------- |
| 1    | Mai Umekita               | Japan      |
| 2    | Gabriela Chibana          | Brasilien  |
| 3    | Galbadrakhyn Otgontsetseg | Kasachstan |
| 3    | Jeong Bo-kyeong           | Südkorea   |

### Federgewicht bis 52 kg
| Rang | Athletin         | Nation    |
| ---- | ---------------- | --------- |
| 1    | Rina Tatsukawa   | Japan     |
| 2    | Eleudis Valentim | Brasilien |
| 3    | Giulia Pierucci  | Italien   |
| 3    | Park Da-sol      | Südkorea  |

### Leichtgewicht bis 57 kg
| Rang | Athletin        | Nation     |
| ---- | --------------- | ---------- |
| 1    | Lola Benarroche | Frankreich |
| 2    | Kwon You-jeong  | Südkorea   |
| 3    | Yui Murai       | Japan      |
| 3    | Tamires Crude   | Brasilien  |

### Weltergewicht bis 63 kg
| Rang | Athletin           | Nation      |
| ---- | ------------------ | ----------- |
| 1    | Aimi Nouchi        | Südkorea    |
| 2    | Amina Belkadi      | Algerien    |
| 3    | Walentina Kostenko | Russland    |
| 3    | Nadja Bazynski     | Deutschland |

### Mittelgewicht bis 70 kg
| Rang | Athletin        | Nation    |
| ---- | --------------- | --------- |
| 1    | Bárbara Timo    | Brasilien |
| 2    | Saki Niizoe     | Japan     |
| 3    | Kim Seong-yeon  | Südkorea  |
| 3    | Carola Paissoni | Italien   |

### Halbschwergewicht bis 78 kg
| Rang | Athletin            | Nation      |
| ---- | ------------------- | ----------- |
| 1    | Valeria Ferrari     | Italien     |
| 2    | Lee Jeong-yun       | Südkorea    |
| 3    | Maike Ziech         | Deutschland |
| 3    | Alexandra Babinzewa | Russland    |

### Schwergewicht über 78 kg
| Rang | Athletin              | Nation     |
| ---- | --------------------- | ---------- |
| 1    | Han Mi-jin            | Südkorea   |
| 2    | Santa Pakenytė        | Litauen    |
| 3    | Anne-Fatoumata Mbairo | Frankreich |
| 3    | Maiko Inoue           | Japan      |

### Offene Gewichtsklasse
| Rang | Athletin           | Nation   |
| ---- | ------------------ | -------- |
| 1    | Akari Inoue        | Japan    |
| 2    | Kim Ji-youn        | Südkorea |
| 3    | Santa Pakenytė     | Litauen  |
| 3    | Anschela Gasparjan | Russland |

### Mannschaftswettkampf
| Rang | Athletinnen | Nation     |
| ---- | --- | ---------- |
| 1    | Mai Umekita Rina Tatsukawa Yui Murai Aimi Nouchi Saki Niizoe Mao Izumi Maiko Inoue Akari Inoue                                                         | Japan      |
| 2    | Jeong Bo-kyeong Park Da-sol Kwon You-jeong Choi Eun-sol Kim Seong-yeon Lee Jung-eun Han Mi-jin Kim Ji-youn                                             | Südkorea   |
| 3    | Marija Persidskaja Galija Sagitowa Natalja Golomidowa Walentina Kostenko Tatjana Kowalenko Alexandra Babinzewa Anschela Gasparjan Julija Ljanitschenko | Russland   |
| 3    | Marine L'Henry Laura Holtzinger Lola Benarroche Caroline Peschaud Lucie Perrot Madeleine Malonga Anne-Fatoumata Mbairo                                 | Frankreich |

## Medaillenspiegel
| Medaillenspiegel | Medaillenspiegel | Medaillenspiegel | Medaillenspiegel | Medaillenspiegel | Medaillenspiegel |
| Platz            | Land             | G                | S                | B                | Gesamt           |
| ---------------- | ---------------- | ---------------- | ---------------- | ---------------- | ---------------- |
| 1                | Japan            | 10               | 2                | 4                | 16               |
| 2                | Südkorea         | 4                | 5                | 4                | 13               |
| 3                | Brasilien        | 1                | 2                | 4                | 7                |
| 4                | Frankreich       | 1                | 2                | 2                | 5                |
| 5                | Italien          | 1                | –                | 2                | 3                |
| 6                | Aserbaidschan    | 1                | –                | 1                | 2                |
| 7                | Russland         | –                | 3                | 9                | 12               |
| 8                | Litauen          | –                | 1                | 1                | 2                |
| 9                | Algerien         | –                | 1                | –                | 1                |
| 9                | Estland          | –                | 1                | –                | 1                |
| 9                | Mongolei         | –                | 1                | –                | 1                |
| 12               | Deutschland      | –                | –                | 5                | 5                |
| 13               | Kasachstan       | –                | –                | 3                | 3                |
| 14               | Ukraine          | –                | –                | 1                | 1                |
| Total            | Total            | 4                | 5                | 4                | 13               |